# Graglia
Graglia é uma comuna italiana da região do Piemonte, província de Biella, com cerca de 1.609 habitantes. Estende-se por uma área de 20 km², tendo uma densidade populacional de 80 hab/km². Faz fronteira com Camburzano, Donato, Lillianes (AO), Mongrando, Muzzano, Netro, Settimo Vittone (TO), Sordevolo.

## Demografia
| Variação demográfica do município entre 1861 e 2011                               |
|                                                                                   |
| Fonte: Istituto Nazionale di Statistica (ISTAT) - Elaboração gráfica da Wikipedia |